# Jorge Muñoz (Fußballspieler, 1961)
Jorge Alejandro Muñoz Luna, auch unter Pindinga Muñoz bekannt, (* 21. Dezember 1961 in Linares) ist ein ehemaliger chilenischer Fußballspieler. Der Außenstürmer absolvierte vier Länderspiele für Chiles Nationalmannschaft und erzielte dabei ein Tor. Auf Vereinsebene gewann er zwei Meisterschaften und einmal den Pokal.

## Karriere

### Verein
Jorge Muñoz begann seine Karriere 1979 in seiner Heimatstadt bei Deportes Linares. 1980 wechselte der Offensivspieler zu San Luis. Dort bildete er gemeinsam mit Patricio Yáñez und Pititore Cabrera die erfolgreiche Sturmreihe, die auch Las 3 P, in Anlehnung an deren Spitznamen, genannt wurde. Danach spielte er drei Jahre beim CD Huachipato. In der Saison 1985/1986 sammelte Muñoz beim RCD Mallorca in der Segunda División ein Jahr Europaerfahrung. Anschließend kehrte Muñoz wieder nach Chile zu Universidad Católica zurück und gewann mit den Cruzados den Meistertitel 1987. Seine zweite Meisterschaft gewann Muñoz 1988 nach seinem Wechsel zum CD Cobreloa. Bis zu seinem Wechsel in die USA 1999 spielte Muñoz noch für weitere Klubs in Chile, hauptsächlich in der Primera División sowie 1992 nochmal für San Luis in der Segunda División. Seine Karriere beendete Muñoz 2000 bei den Jacksonville Cyclones, zu denen er 1999 gewechselt war. Nach seinem Karriereende blieb er in den USA.

### Nationalmannschaft
Jorge Muñoz debütierte für Chile unter Trainer Pedro Morales im Oktober 1985 im Freundschaftsspiel gegen Paraguay. Danach kam er noch in drei weiteren Länderspielen zum Einsatz. Das letzte Spiel für die La Roja bestritt Muñoz im November 1985 beim Unentschieden in der Qualifikation zur Weltmeisterschaft 1986, als er in der 70. Spielminute für Hugo Rubio eingewechselt wurde und den 2:2-Endstand erzielte.

## Erfolge
San Luis
- Segunda División: 1980
- Copa Chile: 1980

Universidad Católica
- Primera División: 1987

Cobreloa
- Primera División: 1988